# Jean-Luc Brassard
Jean-Luc Brassard, född den 24 augusti 1972 i Salaberry-de-Valleyfield, Quebec, är en kanadensisk freestyleåkare.
Han tog OS-guld i herrarnas puckelpist i samband med de olympiska freestyletävlingarna 1994 i Lillehammer.